# De Slimste Gemeente
De Slimste Gemeente is een televisiequiz waarvan in 2013 het eerste seizoen werd uitgezonden van 11 maart 2013 tot 16 mei 2013 op de Vlaamse commerciële zender VIER. De presentator van het programma is Michiel Devlieger.
In het programma namen 81 Vlaamse gemeenten het tegen elkaar op. Elk team bestaat uit de slimste man en slimste vrouw van de betreffende gemeente, samen met hun burgemeester. In de quiz worden de volgende rondes gespeeld: De Kennismakingsronde, De Linkenronde, Het Thuisvoordeel, De Lijstvorming en De Finale. In de weekfinale op donderdag wordt Het Thuisvoordeel vervangen door Groeten Uit.
De wisselbeker ging het eerste seizoen naar Aarschot. Leuven werd tweede en De Pinte derde.
Op 3 februari 2014 startte het tweede seizoen op VIER. Dit keer nemen slechts 60 Vlaamse gemeenten het tegen elkaar op. Wel doen er voor het eerst twee Waalse en één Brusselse gemeente mee. In tegenstelling tot vorig jaar gaat niet Sven De Leijer de gemeenten die spelen opzoeken, maar bezoeken Élodie Ouédraogo en Jo Badisco de gemeenten. Ook is er een nieuwe ronde.
Het tweede seizoen ging de beker naar Niel. Roosdaal werd tweede en Lennik derde.

## Afleveringen

### Seizoen 1
Het eerste seizoen haalde een gemiddelde van ongeveer 300.000 kijkers.
| Afl. | Kijkcijfer (live) | Uitzenddatum België | Steden (de winnaar staat vet en cursief gedrukt)          |
| ---- | ----------------- | ------------------- | --------------------------------------------------------- |
| 1    | 432.271           | 11 maart 2013       | Schoten, Gent en Hoeilaart                                |
| 2    | 221.619           | 12 maart 2013       | Blankenberge, Kalmthout en Leopoldsburg                   |
| 3    | onbekend          | 13 maart 2013       | Aarschot, Oudenburg en Merelbeke                          |
| 4    | 321.024           | 14 maart 2013       | Aarschot, Schoten en Blankenberge (weekfinale)            |
| 5    | 348.371           | 18 maart 2013       | Hasselt, Herentals en Rotselaar                           |
| 6    | onbekend          | 19 maart 2013       | Knokke-Heist, Boutersem en Lierde                         |
| 7    | onbekend          | 20 maart 2013       | Lichtervelde, Lochristi en Nijlen                         |
| 8    | 408.803           | 21 maart 2013       | Lichtervelde, Hasselt en Lierde (weekfinale)              |
| 9    | 332.001           | 25 maart 2013       | Sint-Niklaas, Opwijk en Wevelgem                          |
| 10   | 209.333           | 26 maart 2013       | Mechelen, Roeselare en Peer                               |
| 11   | onbekend          | 27 maart 2013       | Tremelo, Lebbeke en Kortessem                             |
| 12   | onbekend          | 28 maart 2013       | Wevelgem, Roeselare en Lebbeke (weekfinale)               |
| 13   | 299.119           | 1 april 2013        | Brugge, Grimbergen en Laakdal                             |
| 14   | 326.140           | 2 april 2013        | Dendermonde, Kampenhout en Tessenderlo                    |
| 15   | 334.978           | 3 april 2013        | Bonheiden, De Pinte en Maaseik                            |
| 16   | 328.670           | 4 april 2013        | Brugge, Dendermonde en De Pinte (weekfinale)              |
| 17   | 285.594           | 8 april 2013        | Zonhoven, Hooglede en Merchtem                            |
| 18   | 316.911           | 9 april 2013        | Kluisbergen, Rijkevorsel en Lommel                        |
| 19   | onbekend          | 10 april 2013       | Nazareth, Lier en Leuven                                  |
| 20   | onbekend          | 11 april 2013       | Merchtem, Kluisbergen en Leuven (weekfinale)              |
| 21   | 338.542           | 15 april 2013       | Antwerpen, Zwalm en Zwevegem                              |
| 22   | 362.559           | 16 april 2013       | Lummen, Sint-Amands en Sint-Pieters-Leeuw                 |
| 23   | 321.686           | 17 april 2013       | Roosdaal, Moorslede en Halen                              |
| 24   | 336.973           | 18 april 2013       | Zwevegem, Sint-Amands en Roosdaal (weekfinale)            |
| 25   | 323.575           | 22 april 2013       | Haacht, Kontich en Kortrijk                               |
| 26   | onbekend          | 23 april 2013       | Mol, Overpelt en Torhout                                  |
| 27   | 284.893           | 24 april 2013       | Brussel, Evergem en Herk-de-Stad                          |
| 28   | 310.896           | 25 april 2013       | Mol, Kortrijk en Herk-de-Stad (weekfinale)                |
| 29   | 250.252           | 29 april 2013       | Poperinge, Bilzen en Dilbeek                              |
| 30   | onbekend          | 30 april 2013       | Bornem, Harelbeke en Oudenaarde                           |
| 31   | 301.731           | 1 mei 2013          | Geel, Aalst en Riemst                                     |
| 32   | onbekend          | 2 mei 2013          | Dilbeek, Bornem en Aalst (weekfinale)                     |
| 33   | 199.065           | 6 mei 2013          | Genk, Zulte en Kuurne                                     |
| 34   | 251.250           | 7 mei 2013          | Vilvoorde, Dentergem en Meeuwen-Gruitrode                 |
| 35   | 303.389           | 8 mei 2013          | Herenthout, Bierbeek en Destelbergen                      |
| 36   | onbekend          | 9 mei 2013          | Zulte, Vilvoorde en Destelbergen (weekfinale)             |
| 37   | 258.768           | 13 mei 2013         | De Pinte, Lichtervelde en Sint-Amands (finaleweek: dag 1) |
| 38   | 303.387           | 14 mei 2013         | Aarschot, Mol en Dilbeek (finaleweek: dag 2)              |
| 39   | 324.786           | 15 mei 2013         | Wevelgem, Leuven en Zulte (finaleweek: dag 3)             |
| 40   | 344.305           | 16 mei 2013         | De Pinte, Aarschot en Leuven (finaleweek: finale)         |

### Seizoen 2
Het tweede seizoen haalde een gemiddelde van ongeveer 275.000 kijkers.
| Afl. | Uitzenddatum België | Steden (de winnaar staat vet en cursief gedrukt)                 |
| ---- | ------------------- | ---------------------------------------------------------------- |
| 1    | 3 februari 2014     | Aarschot, Kortrijk en Lede                                       |
| 2    | 4 februari 2014     | Deinze, Scherpenheuvel-Zichem en Pittem                          |
| 3    | 5 februari 2014     | Sint-Lievens-Houtem, Bilzen en Zwijndrecht                       |
| 4    | 6 februari 2014     | Sint-Lievens-Houtem, Deinze en Aarschot (weekfinale)             |
| 5    | 10 februari 2014    | Niel, Tessenderlo en Koekelare                                   |
| 6    | 11 februari 2014    | Aalter, Overpelt en Wingene                                      |
| 7    | 12 februari 2014    | Merchtem, Damme en Stabroek                                      |
| 8    | 13 februari 2014    | Niel, Aalter en Merchtem (weekfinale)                            |
| 9    | 17 februari 2014    | Essen, De Panne en Maaseik                                       |
| 10   | 18 februari 2014    | Lennik, Houthulst en Laakdal                                     |
| 11   | 19 februari 2014    | Heist-op-den-Berg, Leuven en Oud-Heverlee                        |
| 12   | 20 februari 2014    | Lennik, Heist-op-den-Berg en Essen (weekfinale)                  |
| 13   | 24 februari 2014    | Anzegem, Genk en Schaarbeek                                      |
| 14   | 25 februari 2014    | Maasmechelen, Lokeren en Lommel                                  |
| 15   | 26 februari 2014    | Gent, Tienen en Zottegem                                         |
| 16   | 27 februari 2014    | Maasmechelen, Anzegem en Gent (weekfinale)                       |
| 17   | 3 maart 2014        | Lochristi, Begijnendijk en Riemst (vervanger van Heusden-Zolder) |
| 18   | 4 maart 2014        | Hamme, Ham en Halle                                              |
| 19   | 5 maart 2014        | Lier, Antwerpen en Namen                                         |
| 20   | 6 maart 2014        | Lier, Hamme en Lochristi (weekfinale)                            |
| 21   | 10 maart 2014       | Zoutleeuw, Puurs en Zonnebeke                                    |
| 22   | 11 maart 2014       | Roosdaal, De Pinte en Meeuwen-Gruitrode                          |
| 23   | 12 maart 2014       | Wellen, De Haan en Dinant                                        |
| 24   | 13 maart 2014       | Roosdaal, Wellen en Zoutleeuw (weekfinale)                       |
| 25   | 17 maart 2014       | Westerlo, Balen en Mol                                           |
| 26   | 18 maart 2014       | Opwijk, Opglabbeek en Waregem                                    |
| 27   | 19 maart 2014       | Oostrozebeke, Geraardsbergen en Oudenaarde                       |
| 28   | 20 maart 2014       | Oostrozebeke, Opwijk en Westerlo (weekfinale)                    |
| 29   | 24 maart 2014       | Niel, Maasmechelen en Sint-Lievens-Houtem (halve finale)         |
| 30   | 25 maart 2014       | Deinze, Lennik en Lier (halve finale)                            |
| 31   | 26 maart 2014       | Heist-op-den-Berg, Oostrozebeke en Roosdaal (halve finale)       |
| 32   | 27 maart 2014       | Niel, Lennik en Roosdaal (finale)                                |